# حاجب عين
حاجب العين شريط على شكل قوس تشكله شعيرات تنمو أعلى عين الإنسان. يساهم الحاجب في حماية العين من قطرات العرق أو المطر وغيرهما.

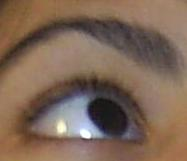
حاجب عين امرأة

## تعبيرات
يستعين البشر بحواجب العين للتعبير عن حالات شعورية كالغضب أو الحيرة أو الإستغراب.

## عناية
يقوم بعض الأشخاص وأغلبهم نساء بإعطاء شكل مميز للحواجب وذلك بقص بعضها لإضفاء صيغة جمالية. وعند آخرين وبسبب عدم الظهور بصفة كافية، يلجأ إلى الرسم بالقلم لما يشبه الحاجب.

## الحواجب في الثقافة
- تناوله عدد من شعراء العرب والفرس، مثل عمر الخيام، وتغنوا بجمال النساء وأثر حاجب العين الإغوائي في سلب ألباب الرجال.
- يتداول الناس المثل الشعبي «العين لا تعلى على الحاجب» .

## الحاجب الوحيد
عند بعض الأشخاص ينمو شعر زائد بين الحاجبين وعند كثافته يعطي الانطباع بالالتصاق الحاجبين أو ما يسمى بالحاجب الوحيد

## معرض صور

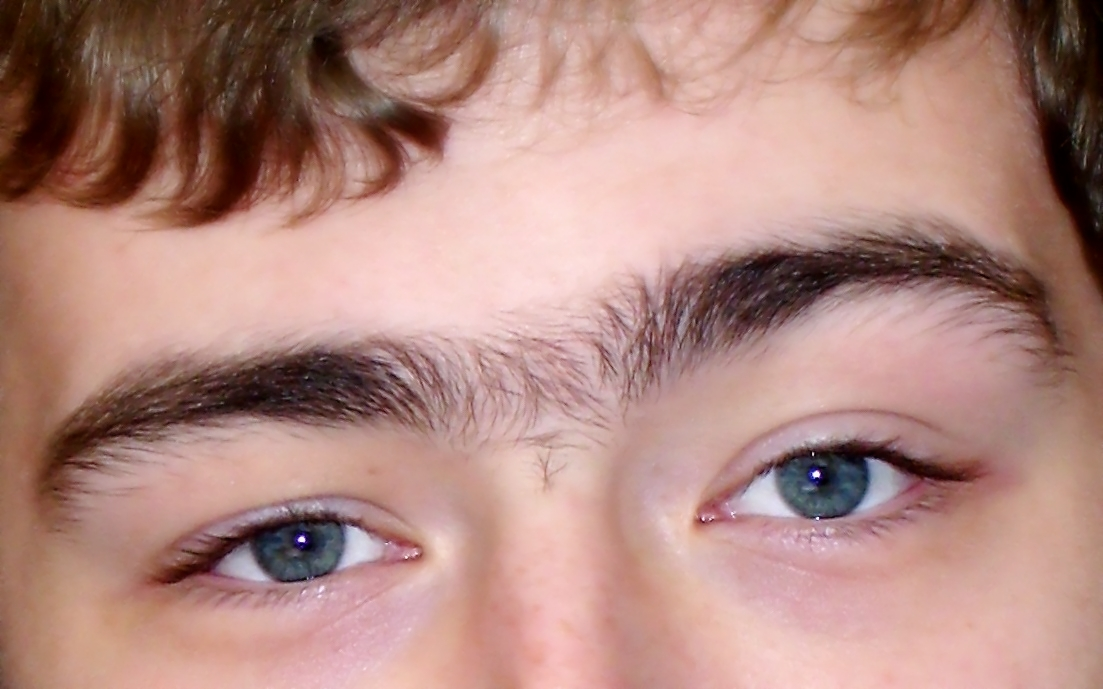
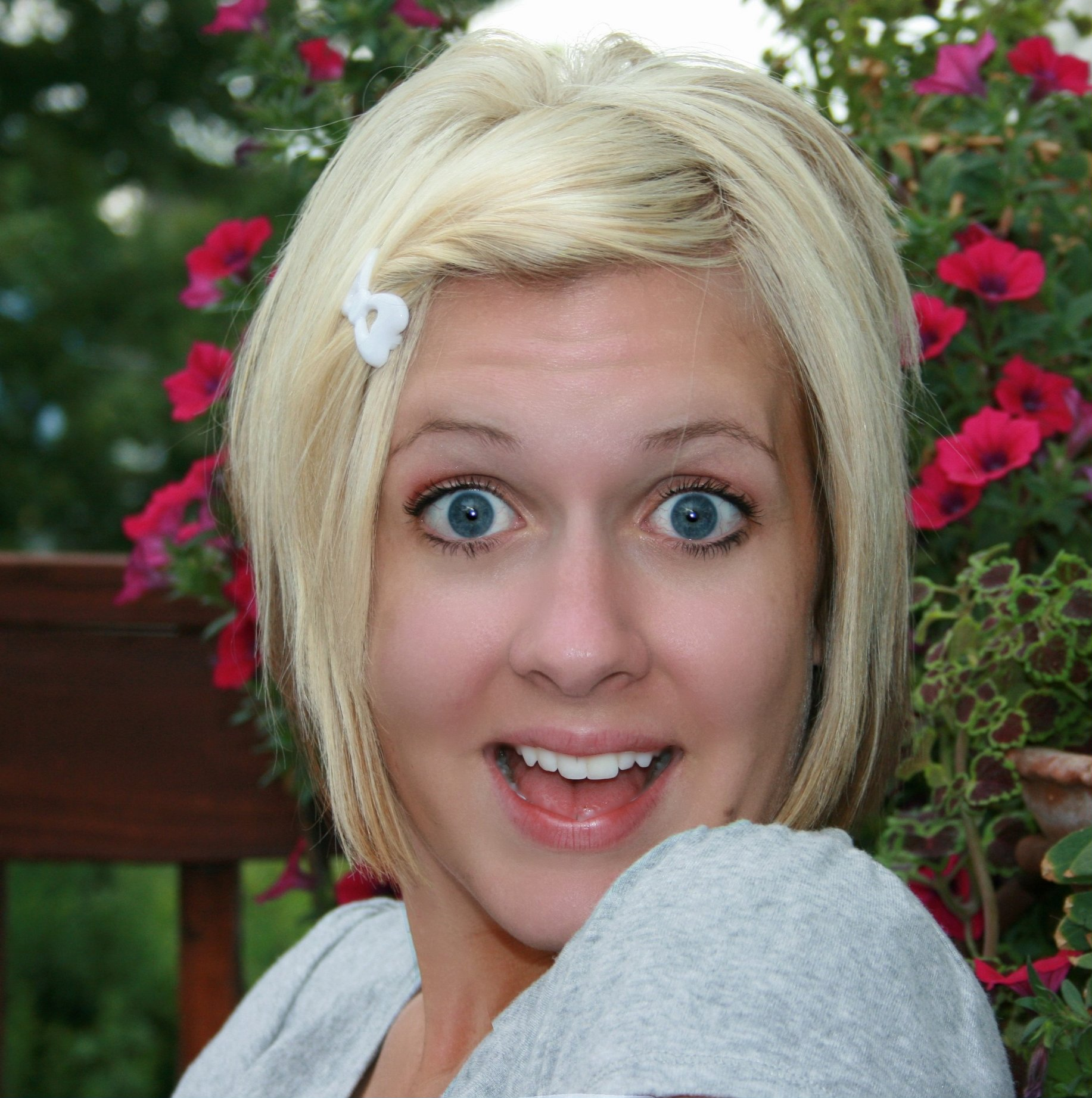
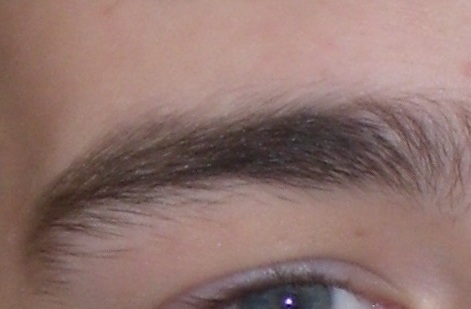
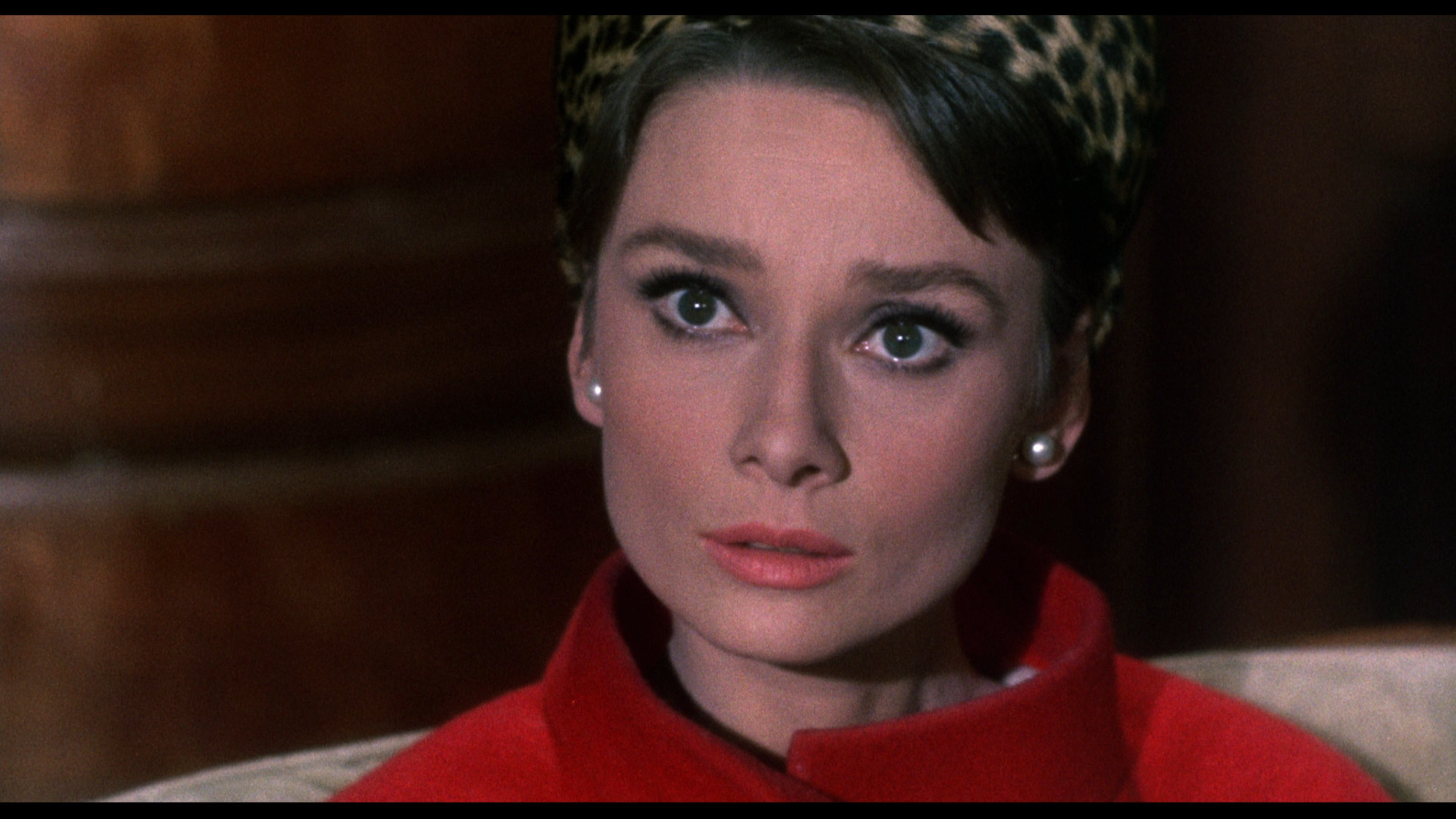